# Толстые (Тверская область)
Толстые — опустевшая деревня в Оленинском муниципальном округе Тверской области.

## География
Находится в юго-западной части Тверской области на расстоянии приблизительно 30 км на юг по прямой от административного центра округа поселка Оленино на правом берегу реки Обша.

## История
В 1859 году здесь (тогда деревня Бельского уезда Смоленской губернии) было учтено 8 дворов, в 1941 году — 17. До 2019 года входила в состав ныне упразднённого Гусевского сельского поселения. По состоянию на 2020 год опустела.

## Население
Численность населения: 52 человека (1859 год), 0 в 2002 году, 1 в 2010.